# Euphorbia gayi
Euphorbia cremersii es una especie fanerógama perteneciente a la familia Euphorbiaceae. Es originaria de las Islas Baleares, Córcega, Cerdeña y este de España.

## Taxonomía
Euphorbia gayi fue descrita por Carl Ulysses Adalbert von Salis-Marschlins y publicado en Flora 17(Beibl.2): 6. 1834.
Etimología
Euphorbia: nombre genérico que deriva del médico griego del rey Juba II de Mauritania (52 a 50 a. C. - 23), Euphorbus, en su honor – o en alusión a su gran vientre –  ya que usaba médicamente Euphorbia resinifera. En 1753 Carlos Linneo asignó el nombre a todo el género.
gayi: epíteto otorgado en honor del botánico francés; Jacques Étienne Gay (1786 - 1864), quien ya desde joven trabajó con el botánico suizo Jean François Aimée Gottlieb Philippe Gaudin en el estudio de la flora helvética.
Sinonimia
- Tithymalus gayi (Salis) Klotzsch & Garcke	[4][5]